# Solvencia
Solvencia, es un indicador que se practica sobre los estados contables, es una relación entre el total de activos de una entidad (persona física o jurídica) y el total de pasivos. Dicha relación es un cociente que indica cuántos recursos se tienen en activo en comparación con el pasivo. 
Compone una parte del análisis patrimonial o financiero a largo plazo del ente emisor de los estados contables.

## Ejemplos
Activo total= 45.000€
Pasivo total= 15.000€
Activo Total / Pasivo Total = 3
La relación se interpreta del siguiente modo: por cada euro de pasivo, la entidad cuenta con tres euros de activo para hacerle frente.